# Clubul Sportiv al Armatei Steaua București
Il Clubul Sportiv al Armatei Steaua București è una società polisportiva con sede a Bucarest gestita dal Ministero della difesa rumeno.

## Storia
La società è stata fondata il 7 giugno 1947 col nome Asociaţia Sportivă a Armatei București (Associazione sportiva dell'esercito Bucarest).
Il decreto che ne sancì la nascita fu firmato dal generale Mihail Lascăr e furono create sette discipline: calcio, tiro a segno, atletica leggera, tennis, scherma, pallavolo e boxe. Il primo presidente fu il generale Oreste Alexandrescu (già presidente della Federazione calcistica della Romania) e in quell'anno arrivò il primo titolo nazionale grazie al tennista Gheorghe Viziru
A seguito del passaggio dalla monarchia alla repubblica e con la salita al potere del Partito Comunista Rumeno la polisportiva cambiò nome il 5 giugno 1948 in Clubul Sportiv Central al Armatei (Club sportivo centrale dell'esercito) e il simbolo divenne una stella rossa in un disco blu. Nel marzo del 1950 il CSCA divenne CCA (Casa Centrală a Armatei, casa centrale dell'esercito) e infine nel 1961 l'attuale Clubul Sportiv al Armatei Steaua.
Il 9 aprile 1974 venne inaugurato il centro sportivo Complexul Sportiv Steaua consistente nello stadio di calcio, altri 6 campi da gioco e residenze per gli atleti.
Nel corso degli anni vennero introdotte sezioni di altri sport. Le più vincenti in campo europeo sono quelle della pallamano (due volte campione europeo) e del calcio (una volta vincitore della coppa dei campioni)

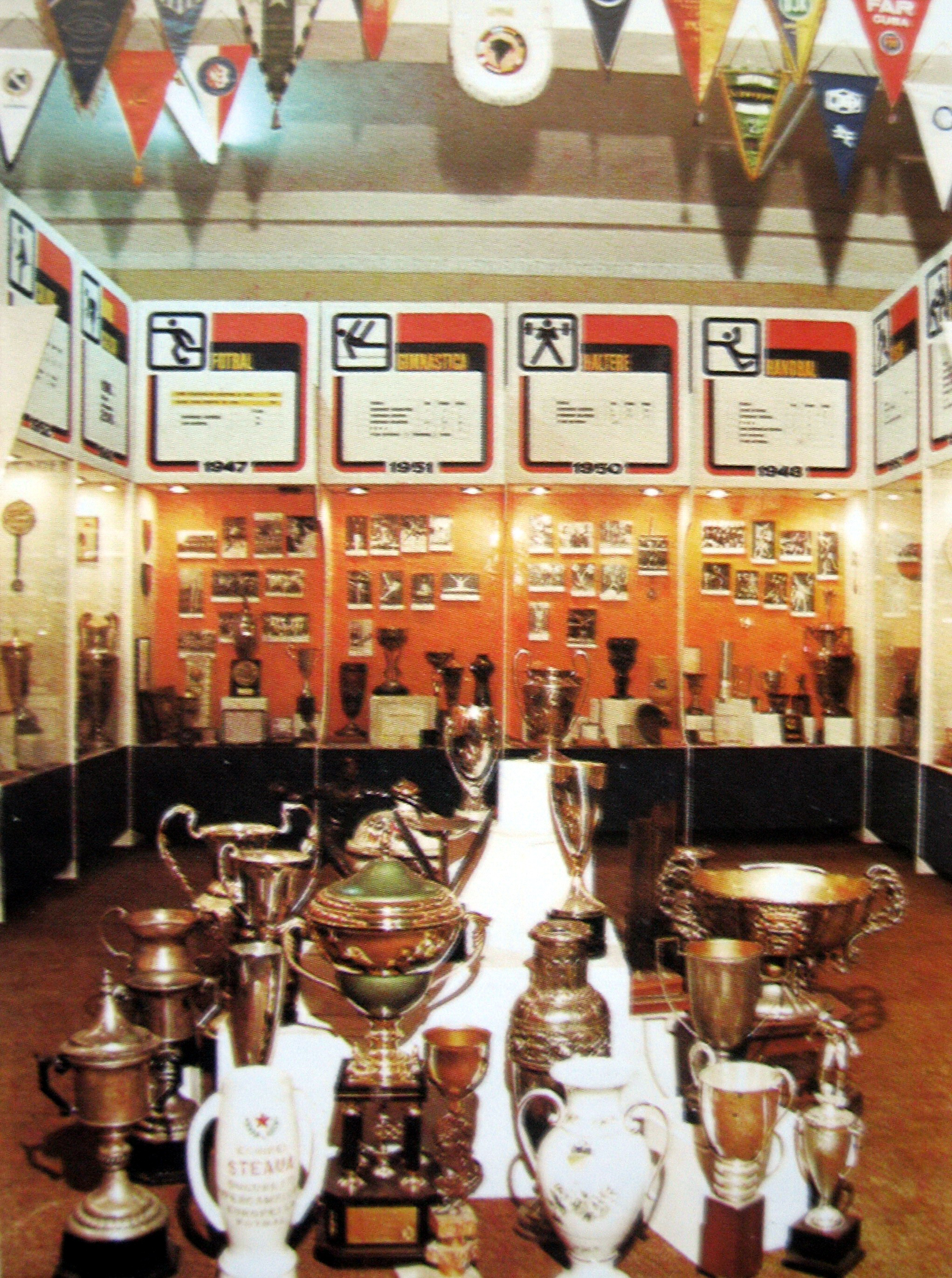
La stanza dei trofei

## Sezioni

### Calcio
Fondata contemporaneamente alla polisportiva, la sezione calcistica vantava 25 titoli nazionali (di cui 6 consecutivi negli anni 1980) e la Coppa dei Campioni 1985-1986, che ne facevano il club rumeno più titolato. 
Nel 1998 la sezione è stata separata dalla polisportiva e costituita nel club autonomo denominato Fotbal Club Steaua București, sotto l'egida dell'imprenditore e faccendiere Gigi Becali. Tale transazione è stata tuttavia successivamente contestata dall'esercito, che tra il 2014 e il 2017 ha ottenuto (previo ricorso all'Alta corte di cassazione e giustizia) la sua invalidazione: il club autonomo ha così perso il diritto di utilizzare il nome Steaua (dovendo pertanto mutarlo in Fotbal Club FCSB), i marchi e i trofei storici (che sono stati riavocati alla polisportiva militare). Il CSA Steaua ha così ricostituito la propria sezione calcistica, iscrivendola a una divisione minore rumena; né l'UEFA né la FRF riconoscono tuttavia questa sezione rifondata come continuatrice della tradizione della Steaua, ritenendo che essa resti in capo al FCSB di Becali.

### Pallamano
Fondato nel 1947, il club CSA Steaua București vinse la coppa dei campioni nel 1967-68 e nel 1976-77 e la challenge cup nel 2005-06. È il club di pallamano nazionale più titolato con 28 campionati vinti.

### Hockey su ghiaccio
La sezione di hockey su ghiaccio fu fondata nel 1951. Il CSA Steaua Rangers ha una gestione autonoma dal 2004 pur appartenendo ancora alla polisportiva. È il club di hockey più vincente di Romania, nel suo palmarès figurano 39 scudetti (oltre a 4 scudetti juniores)

### Rugby
Fondato nel 1948, ha vinto 24 scudetti. Non partecipa alle competizioni europee per inferiorità tecnica nei confronti dei club delle nazioni partecipanti al Sei nazioni, tuttavia il club è il principale fornitore di atleti per la nazionale rumena e diversi giocatori prendono parte alla European Challenge nella squadra del București Rugby.

### Pallacanestro
La squadra di pallacanestro iniziò la propria attività nel 1952, vincendo 21 scudetti. Dopo la rivoluzione del  1989 fu il primo club di basket ad essere privatizzato ma fallì dopo pochi anni e la polisportiva mantenne il settore giovanile col nome Clubul Sportiv Școlar Steaua București. La prima squadra venne ricreata comprando il titolo sportivo del Baschet Club Târgovişte

### Pallavolo
La squadra di pallavolo, fondata nel 1947, ha vinto 16 scudetti. Nella sua storia ha disputato due finali della Coppa dei Campioni nel 1968-69 e nel 1978-79 e tre finali di Coppa delle Coppe. Infatti in questa disciplina il team dominante è il CS Dinamo Bucarest.

### Pallanuoto
Il CSA Steaua Stirom București è una delle 4 società rumene di pallanuoto professionistiche.

### Altri sport
Gli atleti della polisportiva partecipano alle competizioni nazionali e internazionali di nuoto, ginnastica, scherma, pugilato, canottaggio, tennis, ciclismo, judo e atletica leggera.

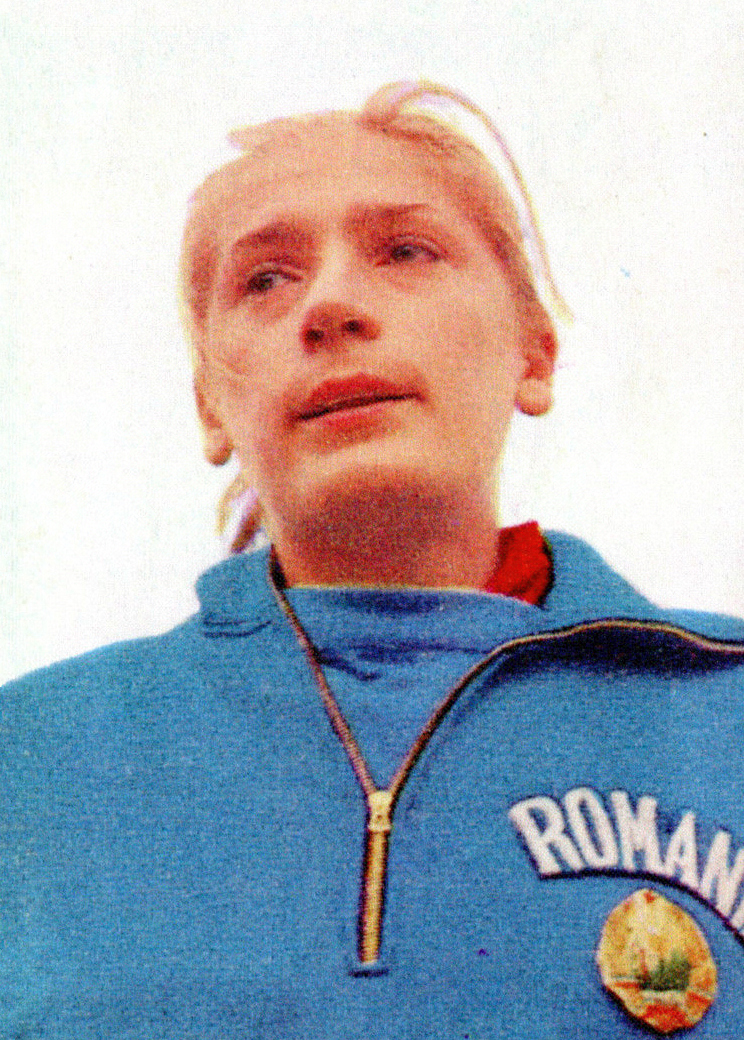
Iolanda Balaș
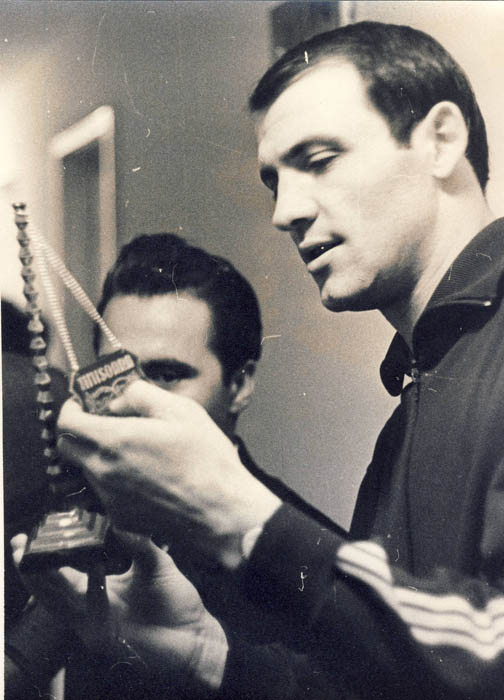
Gheorghe Gruia
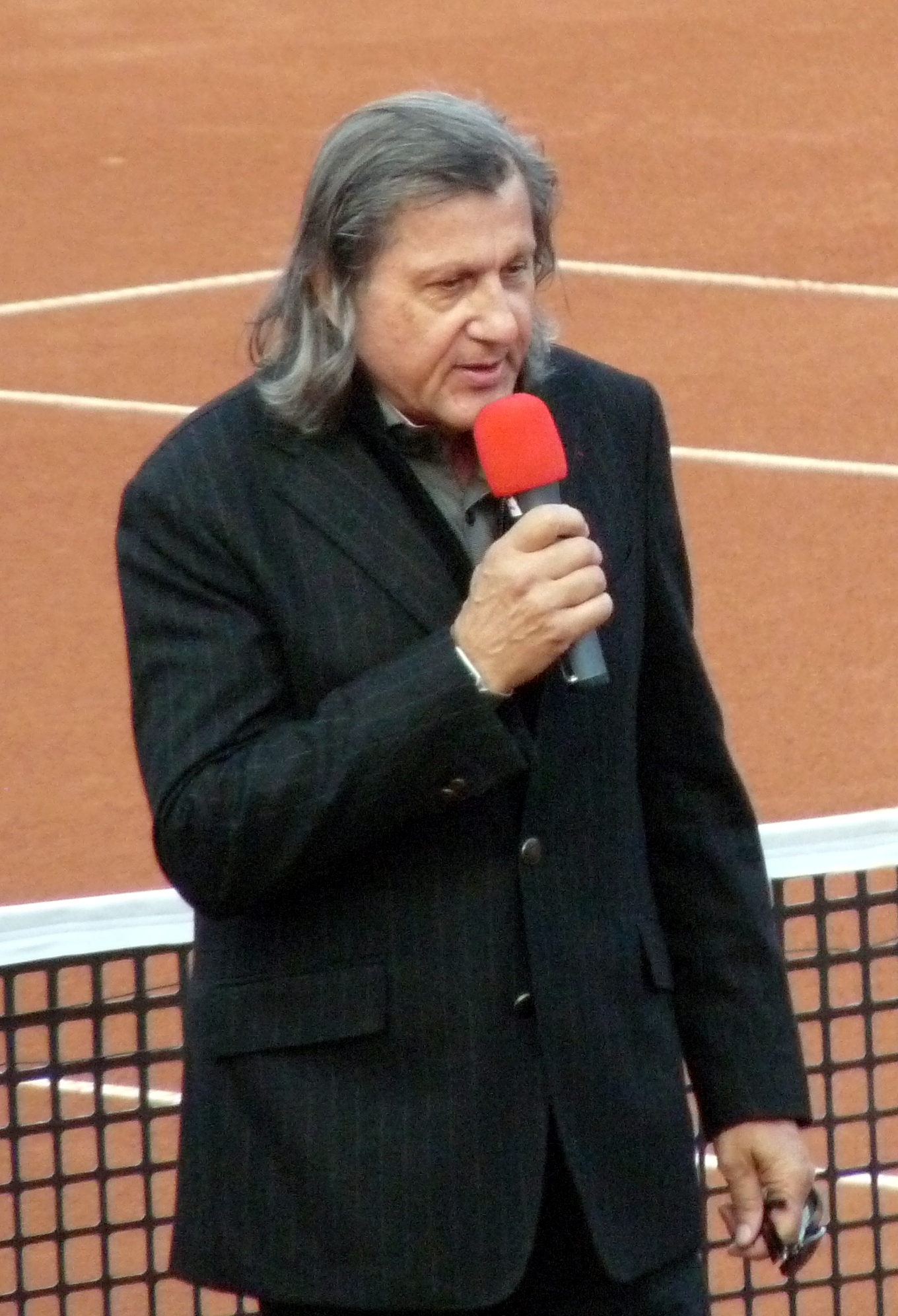
Ilie Năstase
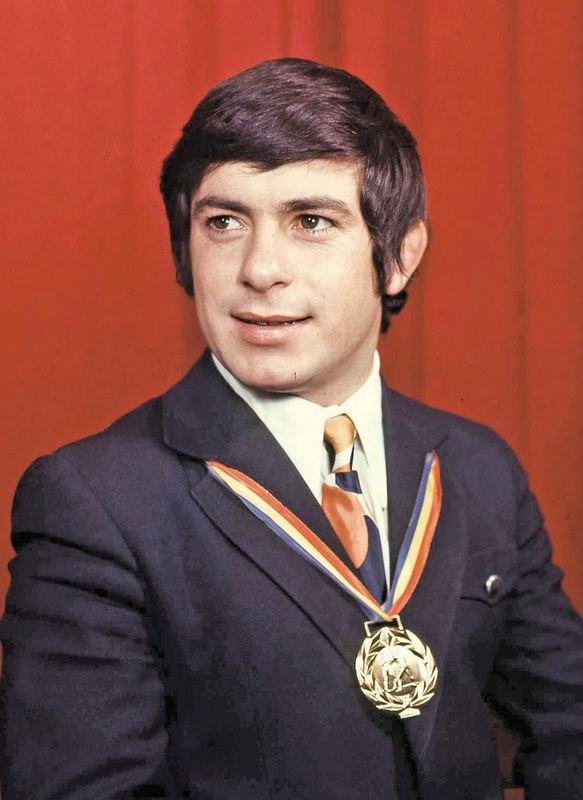
Gheorghe Berceanu
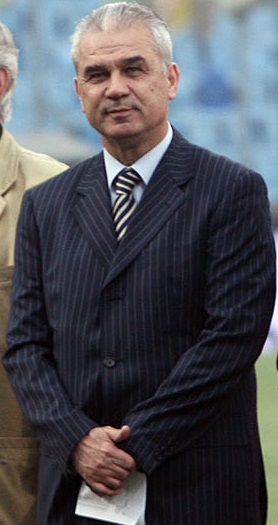
Anghel Iordănescu
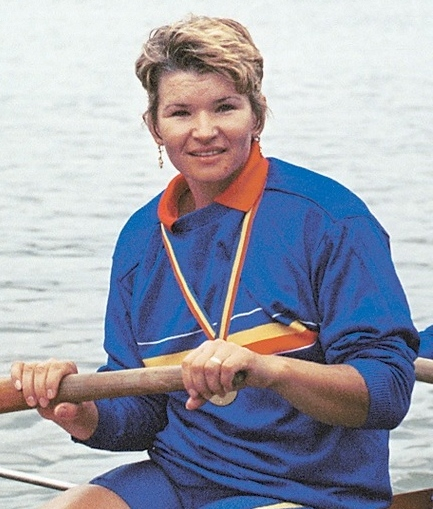
Veronica Cochelea
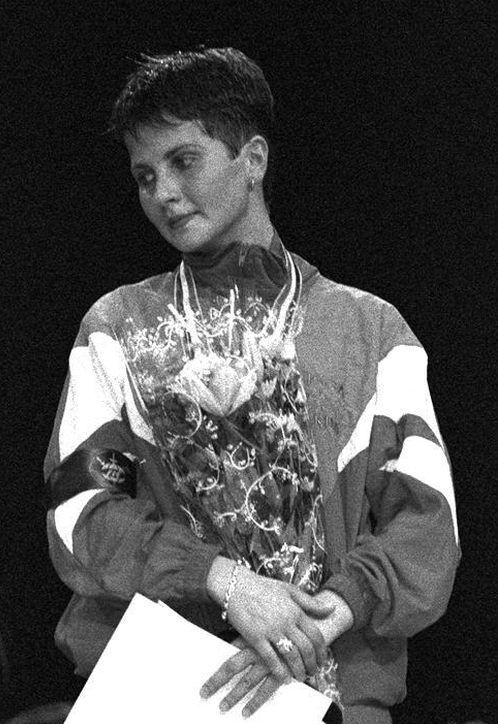
Laura Badea
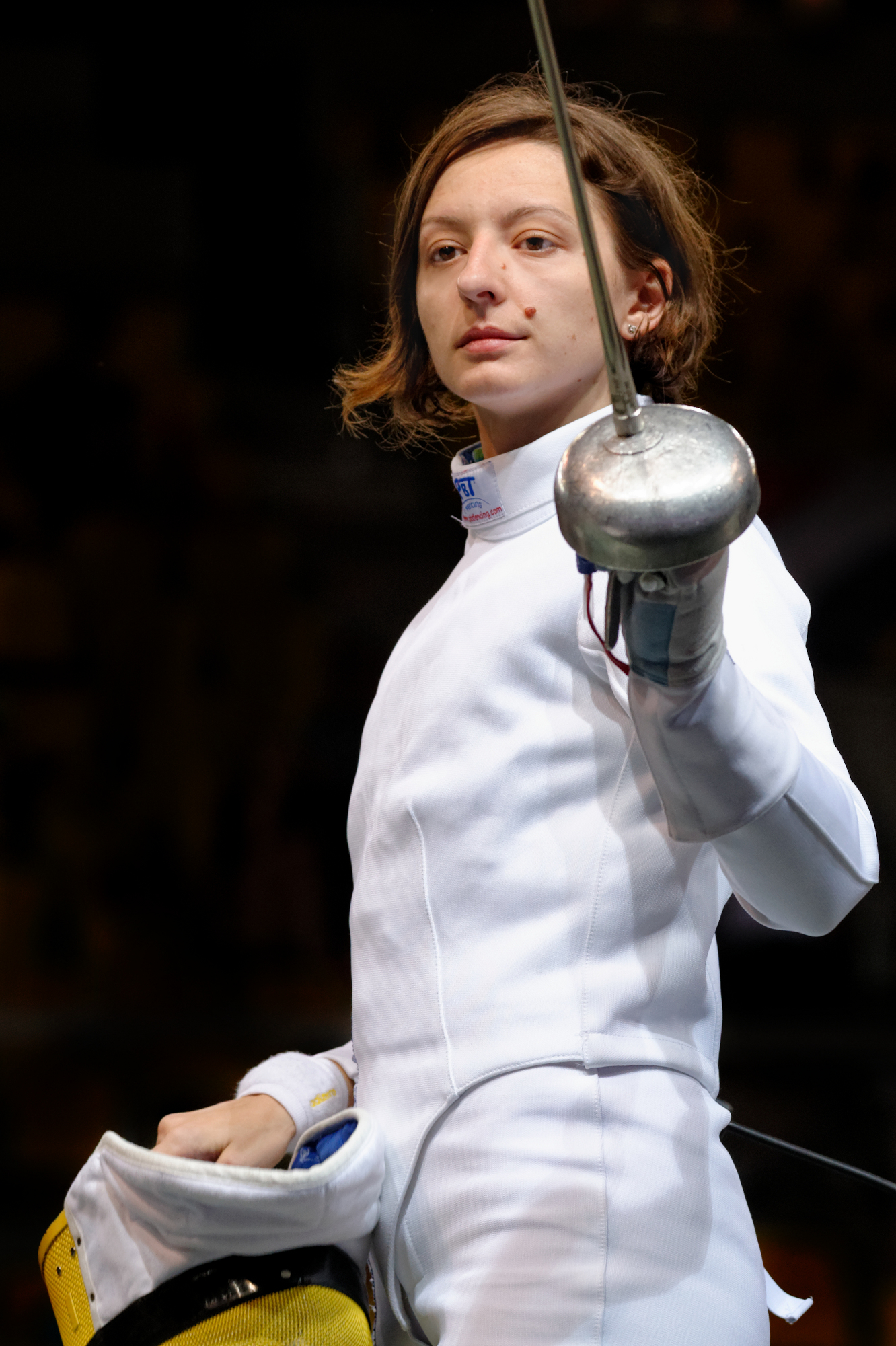
Ana Maria Brânză
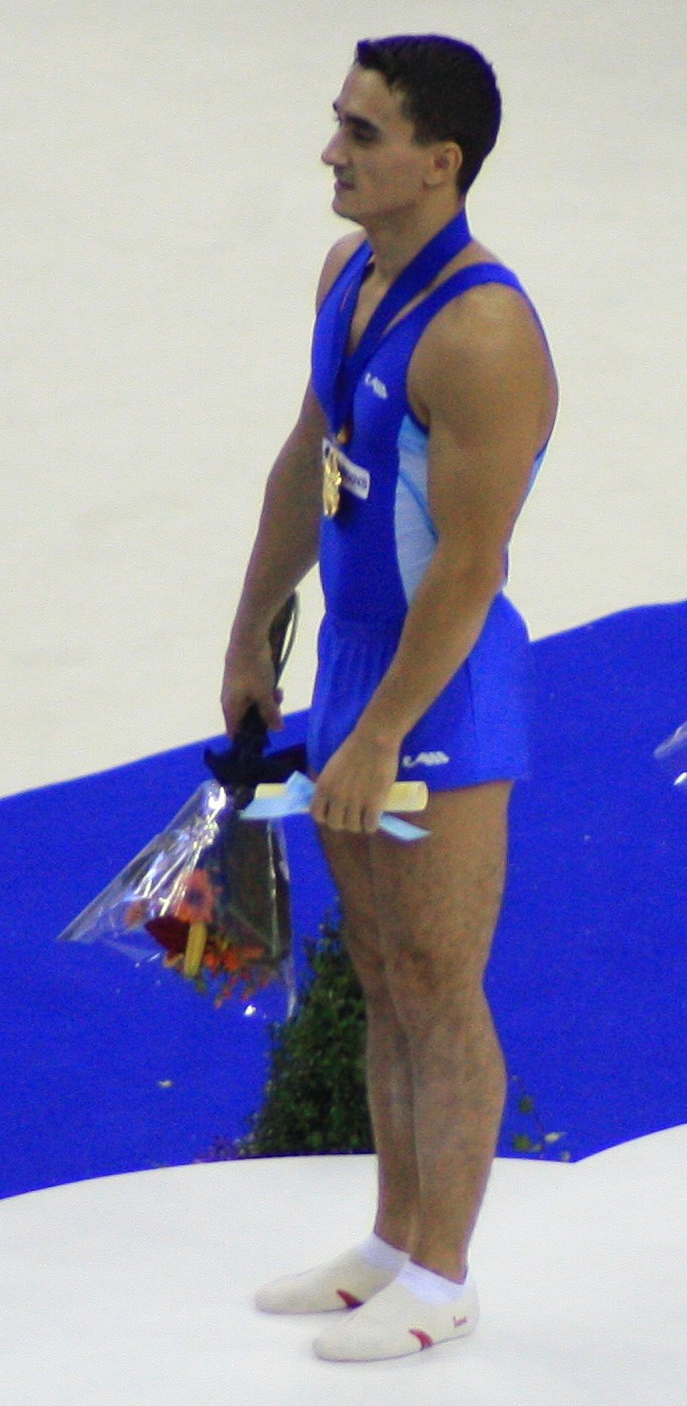
Marian Drăgulescu
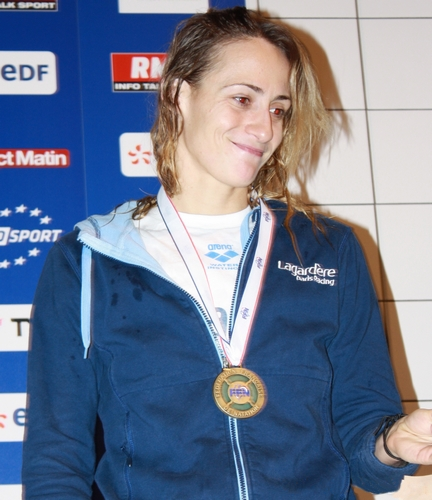
Camelia Potec